# Пам'ятки археології Жмеринського району
У Жмеринському районі Вінницької області під обліком перебуває 58 пам'яток археології.
| №   | Охоронний № | Найменування пам’ятки                                  | Пам'яток у комплексі | Адреса                  | Дата (епоха)                               | Дата відкриття або виявлення | Автори (дослід.)                        | Рішення про взяття під охорону |
| --- | ----------- | ------------------------------------------------------ | -------------------- | ----------------------- | ------------------------------------------ | ---------------------------- | --------------------------------------- | ------------------------------ |
| 1.  | 22          | Курган                                                 |                      | с. Будьки               | ___                                        | 1986 р.                      | к. і. н. П.І. Хавлюк                    | №22726.06.1987 р.              |
| 2.  | 23          | Поселення передскіфського періоду                      |                      | с. Будьки               | VIII-VII ст. ст. до н. е.                  | 1986 р.                      | к. і. н. П. І. Хавлюк                   | №22726.06.1987 р.              |
| 3.  | 24          | Поселення черняхівської культури                       |                      | с. Будьки               | ІІ-IV ст. ст. н. е.                        | 1986 р.                      | к. і. н. П. І. Хавлюк                   | №22726.06.1987 р.              |
| 4.  | 25          | Поселення трипільської культури                        |                      | с. Вознівці             | ІІІ тис. до н.е.                           | 1986 р.                      | к. і. н. П. І. Хавлюк                   | №22726.06.1987 р.              |
| 5.  | 26          | Поселення передскіфського періоду                      |                      | с. Вознівці             | VIII-VII ст. ст. до н. е.                  | 1986 р.                      | к. і. н. П. І. Хавлюк                   | №22726.06.1987 р.              |
| 6.  | 27          | Поселення черняхівської культури                       |                      | с. Вознівці             | ІІ-IV ст. ст. н. е.                        | 1986 р.                      | к. і. н. П. І. Хавлюк                   | №22726.06.1987 р.              |
| 7.  | 293         | Поселення черняхівської культури                       |                      | с. Демидівка            | ІІ-IV ст. ст. н. е.                        | 1969 р.                      | к. і. н. П. І. Хавлюк                   | № 9618.02.1983 р.              |
| 8.  | 291         | Поселення черняхівської культури                       |                      | с. Демидівка            | ІІ-IV ст. ст. н.е.                         | 1969 р.                      | к. і. н. П.І. Хавлюк                    | № 9618.02.1983 р.              |
| 9.  | 28          | Поселення передскіфського періоду                      |                      | с. Демидівка            | VIII-VII ст. ст. до н. е.                  | 1974 р.                      | к. і. н. П.І. Хавлюк                    | №22726.06.1987 р.              |
| 10. | 29          | Могильник курганний                                    | 13                   | с. Демидівка            | VIII-VII ст. ст. до н. е.                  | 1976 р.                      | к. і. н. П.І. Хавлюк                    | №22726.06.1987 р.              |
| 11. | 294         | Білогрудівські зольники                                |                      | с. Жуківці              |                                            | 1981 р.                      | науковий співробітник музею Б. І. Лобай | № 9618.02.1983 р.              |
| 12. | 7           | Поселення трипільської культури                        |                      | с. Кам’яногірка         | ІІІ тис. до н.е.                           | 1987 р.                      | к. і. н. П.І. Хавлюк                    | №11313.05.1988 р.              |
| 13. | 8           | Поселення трипільської культури                        |                      | с. Кам’яногірка         | ІІІ тис. до н.е.                           | 1990р.                       | к. і. н. П.І. Хавлюк                    | №11313.05.1988 р.              |
| 14. | 9           | Поселення передскіфського періоду                      |                      | с. Кам’яногірка         | VIII-VII ст. ст. до н. е.                  | -//-                         | к. і. н. П.І. Хавлюк                    | №11313.05.1988 р.              |
| 15. | 292         | Поселення черняхівської культури                       |                      | с. Лопатинці            | ІІІ-IV ст. ст. н.е.                        | 1980 р.                      | к. і. н. П.І. Хавлюк                    | № 9618.02.1983 р.              |
| 16. | 45          | Поселення трипільської культури                        |                      | с. Леляки               | IV-III тис. до н.е.                        | 1976 р.                      | к. і. н.І. І. Заєць                     | №9618.02.1983 р.               |
| 17. | 30          | Поселення білогрудівської культури                     |                      | с. Мартинівка           | XII-X ст. до н.е.                          | 1986 р.                      | к. і. н.І. І. Заєць                     | №11313.05.1988 р.              |
| 18. | 31          | Поселення черняхівської культури                       |                      | с. Мартинівка           | ІІ-IV ст. ст. н.е.                         | 1974 р.                      | к. і. н.І. І. Заєць                     | №11313.05.1988 р.              |
| 19. | 48          | Скіфське поселення                                     |                      | с. Межирів              | VI-V ст. ст. до н. е.                      | 1977 р.                      | науковий співробітник музею Б. І. Лобай | № 9618.02.1983 р.              |
| 20. | 32          | Поселення зарубинецької культури                       |                      | с. Новоселиця           | ІІ ст. до н.е., І ст. н.е.                 | 1986 р.                      | к. і. н. П.І. Хавлюк                    | №22726.06.1987р.               |
| 21. | 33          | Поселення зарубинецької культури                       |                      | с. Новоселиця           | ІІ ст. до н.е., І ст. н.е.                 | 1986 р.                      | к. і. н. П.І. Хавлюк                    | №22726.06.1987р.               |
| 22. | 34          | Слов’янське городище                                   |                      | с. Носківці             | X-XI ст. ст. до н.е.                       | 1986 р.                      | к. і. н. П.І. Хавлюк                    | №22726.06.1987р.               |
| 23. | 10          | Поселення зарубинецької культури                       |                      | с. Олексіївка           | ІІ ст. до н.е., І ст. н.е.                 | 1990 р.                      | к. і. н. П.І. Хавлюк                    | №11313.05.1988 р.              |
| 24. | 14          | Поселення трипільської культури                        |                      | с. Олексіївка           | ІІІ тис. до н.е.                           | 1996 р.                      | Потупчик М. В.                          | №44322.12.1997 р.              |
| 25. | 46          | Поселення трипільської культури                        |                      | с. Потоки               | ІІІ тис. до н.е.                           | 1968 р.                      | краєзнавець А. В. Кучерук               | № 9618.02.1983 р.              |
| 26. | 47          | Поселення трипільської культури                        |                      | с. Потоки               | ІІІ тис. до н.е.                           | 1968 р.                      | краєзнавець А. В. Кучерук               | № 9618.02.1983 р.              |
| 27. | 11          | Поселення зарубинецької культури                       |                      | с. Почапинці            | ІІ ст. до н.е., І ст. н.е.                 | 1988 р.                      | к. і. н. П.І. Хавлюк                    | №11313.05.1988 р.              |
| 28. | 35          | Поселення зарубинецької культури                       |                      | с. Почапинці            | ІІ ст. до н.е., І ст. н.е.                 |                              | к. і. н. П. І. Хавлюк                   | №22726.06.1987 р.              |
| 29. | 12          | Поселення черняхівської культури                       |                      | с. Рів                  | ІІ-IV ст. ст. н.е.                         | 1988 р.                      | к. і. н. П.І. Хавлюк                    | №11313.05.1988 р.              |
| 30. | 13          | Поселення трипільської культури                        |                      | с. Рожепи               | ІІІ тис. до н.е.                           | 1988 р.                      | к. і. н. П.І. Хавлюк                    | №11313.05.1988 р.              |
| 31. | 36          | Поселення черняхівської культури                       |                      | с. Рожепи               | ІІ-IV ст. ст. н.е.                         | 1988 р.                      | к. і. н. П.І. Хавлюк                    | №22726.06.1987 р.              |
| 32. | 37          | Поселення зарубинецької культури                       |                      | с. Северинівка          | ІІ ст. до н.е., І ст. н.е.                 | 1988 р.                      | к. і. н. П.І. Хавлюк                    | №22726.06.1987 р.              |
| 33. | 38          | Поселення черняхівської культури                       |                      | с. Северинівка          | ІІ-IV ст. ст. н.е.                         | 1988 р.                      | к. і. н. П.І. Хавлюк                    | №22726.06.1987р.               |
| 34. | 15          | Двошарове поселення скіфської та черняхівської культур |                      | с. Слобода-Носковецька  | VII-III ст. ст. до н.е.,II-IV ст. ст. н.е. | 1996 р.                      | Потупчик М. В.                          | №44322.12.1997 р.              |
| 35. | 39          | Поселення трипільської культури                        |                      | с. Слобода-Почапинецька | ІІІ тис. до н.е.                           | 1986 р.                      | к. і. н. П.І. Хавлюк                    | №22726.06.1987р.               |
| 36. | 40          | Поселення черняхівської культури                       |                      | с. Слобода-Почапинецька | ІІ-IV ст. ст. н.е.                         | 1986 р.                      | к. і. н. П.І. Хавлюк                    | №22726.06.1987р.               |
| 37. | 14          | Курган                                                 |                      | с. Станіславчик         | ___                                        | 1986 р.                      | к. і. н. П.І. Хавлюк                    | №11313.05.1988 р.              |
| 38. | 15          | Поселення передскіфського періоду                      |                      | с. Станіславчик         | VIII-VII ст. ст. до н.е.                   | 1988 р.                      | к. і. н. П.І. Хавлюк                    | №11313.05.1988 р.              |
| 39. | 16          | Поселення передскіфського часу                         |                      | с. Станіславчик         | VIII-VII ст. ст. до н.е.                   | 1988 р.                      | к. і. н. П.І. Хавлюк                    | №11313.05.1988 р.              |
| 40. | 17          | Поселення зарубинецької культури                       |                      | с. Станіславчик         | ІІ ст. до н.е., І ст. н.е.                 | 1987 р.                      | к. і. н. П.І. Хавлюк                    | №11313.05.1988 р.              |
| 41. | 18          | Поселення черняхівської культури                       |                      | с. Станіславчик         | ІІ-IV ст. ст. н.е.                         | 1986 р.                      | к. і. н. П.І. Хавлюк                    | №11313.05.1988 р.              |
| 42. | 19          | Поселення черняхівської культури                       |                      | с. Станіславчик         | ІІ-IV ст. ст. н.е.                         | 1987 р.                      | к. і. н. П.І. Хавлюк                    | №11313.05.1988 р.              |
| 43. | 16          | Поселення трипільської культури                        |                      | с. Стодульці            | ІІІ тис. до н.е.                           | 1996 р.                      | Потупчик М. В.                          | №44322.12.1997 р.              |
| 44. | 17          | Поселення епохи бронзи                                 |                      | с. Стодульці            | ІІ тис. до н.е.                            | 1996 р.                      | Потупчик М. В.                          | №44322.12.1997 р.              |
| 45. | 18          | Поселення черняхівської культури                       |                      | с. Стодульці            | ІІ-IV ст. ст. н.е.                         | 1996 р.                      | Потупчик М. В.                          | №44322.12.1997 р.              |
| 46. |             | Поселення трипільської культури                        |                      | с. Стодульці            | IV-III тис. до н. е.                       | 2008 р.                      | Потупчик М.В.                           | щойно виявлена                 |
| 47. |             | Поселення черняхівської культури                       |                      | с. Стодульці            | ІІ-IV ст. ст. н.е.                         | 2008 р                       | Потупчик М. В.                          | щойно виявлена                 |
| 48. | 20          | Поселення передскіфського часу                         |                      | с. Тарасівка            | VIII-VII ст. ст. до н.е.                   | 1986 р.                      | к. і. н. П.І. Хавлюк                    | №11313.05.1988 р.              |
| 49. | 21          | Поселення черняхівської культури                       |                      | с. Тарасівка            | ІІ-IV ст. ст. н.е.                         | 1986 р.                      | к. і. н. П.І. Хавлюк                    | №11313.05.1988 р.              |
| 50. | 41          | Поселення трипільської культури                        |                      | с. Тарасівка            | ІІІ тис. до н.е.                           | 1986 р.                      | к. і. н. П.І. Хавлюк                    | №22726.06.1987 р.              |
| 51. | 42          | Поселення передскіфського часу                         |                      | с. Тарасівка            | VIII-VII ст. ст. до н.е.                   | 1986 р.                      | к. і. н. П.І. Хавлюк                    | №22726.06.1987 р.              |
| 52. | 43          | Поселення черняхівської культури                       |                      | с. Тарасівка            | ІІ-IV ст. ст. н.е.                         | 1986 р.                      | к. і. н. П.І. Хавлюк                    | №22726.06.1987 р.              |
| 53. | 44          | Поселення черняхівської культури                       |                      | с. Тарасівка            | ІІ-IV ст. ст. н.е.                         | 1986 р.                      | к. і. н. П.І. Хавлюк                    | №22726.06.1987 р.              |
| 54. | 251         | Захоронення культури шнурової кераміки                 |                      | с. Тартак               | ІІ тис. до н.е.                            | 1901 р.                      | Є. Сецинський                           | №31310.06.1971 р.              |
| 55. | 252         | Захоронення культури шнурової кераміки                 |                      | с. Токарівка            | ІІ тис. до н.е.                            | 1901 р.                      | Є. Сецинський                           | №31310.06.1971 р.              |
| 56. |             | Курганний могильник                                    | 5                    | с. Токарівка            | -                                          | 2008 р.                      | Потупчик М. В.                          | щойно виявлена                 |
| 57. |             | Поселення трипільської культури                        |                      | с. Токарівка            | IV-III тис. до н. е.                       | 2008 р                       | Потупчик М. В.                          | щойно виявлена                 |
| 58. |             | Поселення трипільської культури                        |                      | с. Токарівка            | IV-III тис. до н. е.                       | 2008 р                       | Потупчик М. В.                          | щойно виявлена                 |
|     |             |                                                        |                      |                         |                                            |                              |                                         |                                |

## Джерело
- Пам'ятки Вінницької області